# Ulrich Boner
Ulrich Boner (Berna, segle xiii — segle XIV) va ser un escriptor suís autor d'una col·lecció en vers de cent faules, Der Edelstein (‘La pedra preciosa’, ~ 1340), basades en les de Flavi Avià, considerat posteriorment el primer llibre alemany imprès a Alemanya (1461). Segons l'Enciclopèdia Britànica Boner tracta les seves fonts amb una considerable llibertat i originalitat, amb un estil simple i didàctic i amb alguns tocs d'humor.